# Носарт

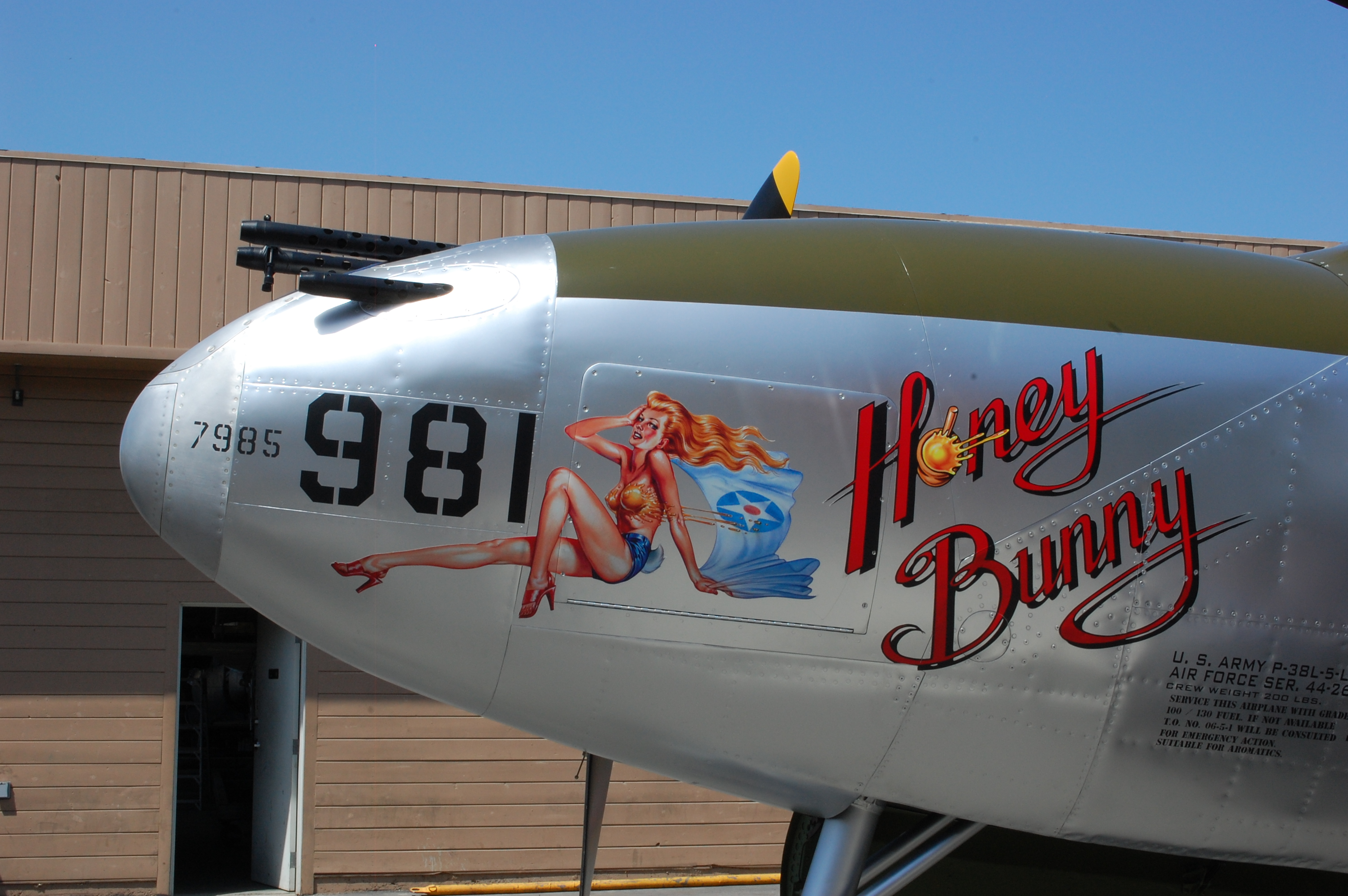
«Honey Bunny», Lockheed P-38 Lightning

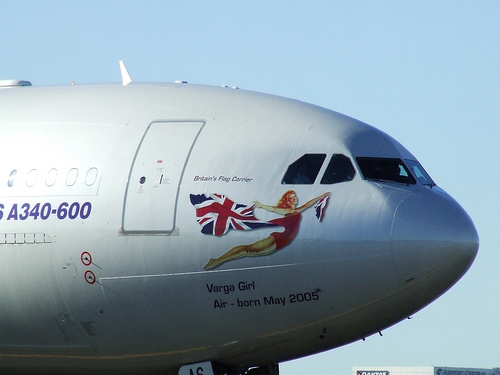
Ілюстрація носа «Varga Girl», Airbus A340-600. Цей особливий малюнок носа використовується у всьому флоті Virgin Atlantic і офіційно називається Flying Lady.

Носарт — декоративний малюнок або візерунок на фюзеляжі літака, зазвичай на передній частині фюзеляжу.
Хоча ця практика була започаткована з практичних міркувань ідентифікації дружніх підрозділів, ця практика розвивалася, щоб виразити індивідуальність, яка часто обмежена військовою одноманітністю, щоб викликати спогади про дім і мирне життя, а також як свого роду психологічний захист від стресів війни та ймовірності смерті. Популярність, зокрема, виникла через те, що малюнок на носі не був офіційно схвалений.
Через свій індивідуальний та неофіційний характер носарт вважається народним мистецтвом. Його також можна порівняти зі складним графіті. В обох випадках митець часто анонімний, а саме мистецтво ефемерне.
Носарт — це здебільшого військова традиція, але цивільні авіалайнери, які експлуатує Virgin Group, мають на носі малюнок «Virgin Girls» як частину лівреї. У широкому розумінні хвостове забарвлення кількох авіакомпаній, таких як ескімоси компанії Alaska Airlines, можна назвати «носовим мистецтвом», як і хвостові знаки сучасних ескадрилій ВМС США.

## Історія
Розміщення індивідуальних малюнків на бойових літаках започаткували італійські та німецькі пілоти. Першим відомим зразком носарту було морське чудовисько, намальоване на італійському літаючому човні в 1913 році. Після цього пішла популярна практика малювання рота під гвинтом, започаткована німецькими пілотами під час Першої світової війни. Мабуть, найвідоміший із усіх малюнків на носі — знак розрізнення у вигляді морди акули, який пізніше став відомим завдяки Першій американській добровольчій групі (англ. American Volunteer Group, AVG) «Летючі тигри». Знак вперше з'явився під час Першої світової війни на британському Sopwith Dolphin і німецькому Roland C.II, хоча часто з ефектом більше комічним, ніж грізним.  ще одним відомим носартом був «Гарцюючий кінь» італійського аса Франческо Баракка.

### Перша світова війна
Носарти Першої світової війни зазвичай являли собою прикрашені або екстравагантні знаки розрізнення ескадрильї. Це відповідало офіційній політиці, встановленій начальником авіаційної служби Американських експедиційних сил бригадним генералом Бенджаміном Фулуа 6 травня 1918 року, яка вимагала створення чітких, легко ідентифікованих знаків розрізнення ескадрильї. Приклади часів Першої світової війни включають «Капелюх на кільці» американської 94-ї авіаційної ескадрильї (приписується лейтенанту Джонні Вентворту) і «Букаючий мул» 95-ї авіаційної ескадрильї. Носарти тієї епохи часто придумували і створювали не пілоти, а радше наземні екіпажі.

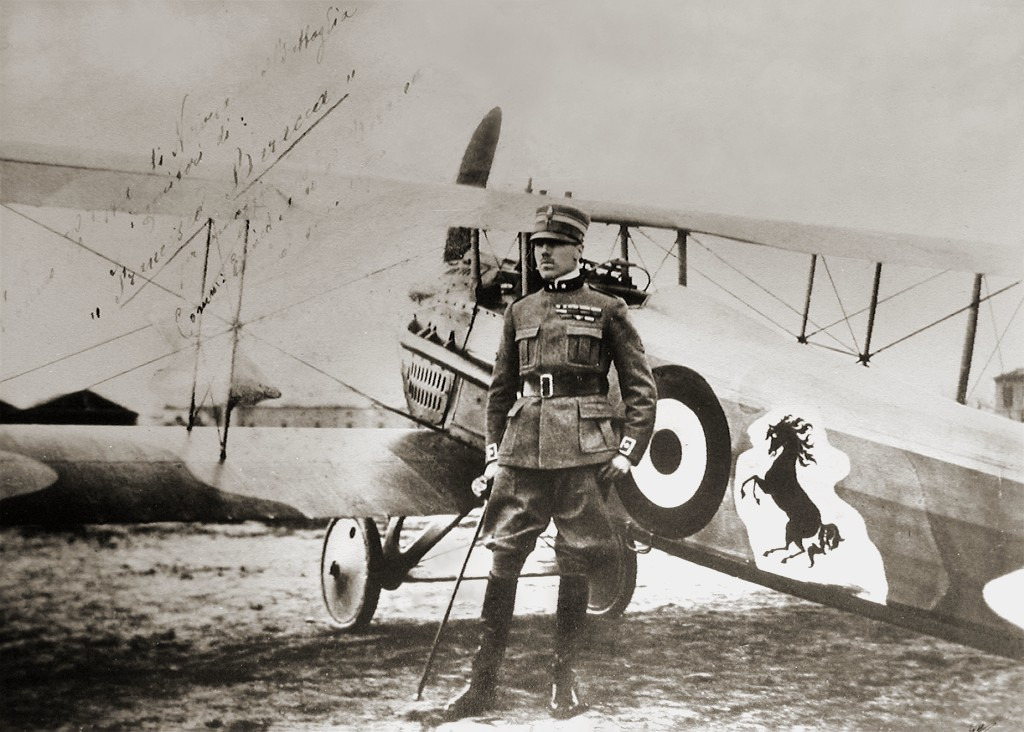
Франческо Баракка та його SPAD S.VII[en] з гарцюючим конем, який надихнув емблему Ferrari
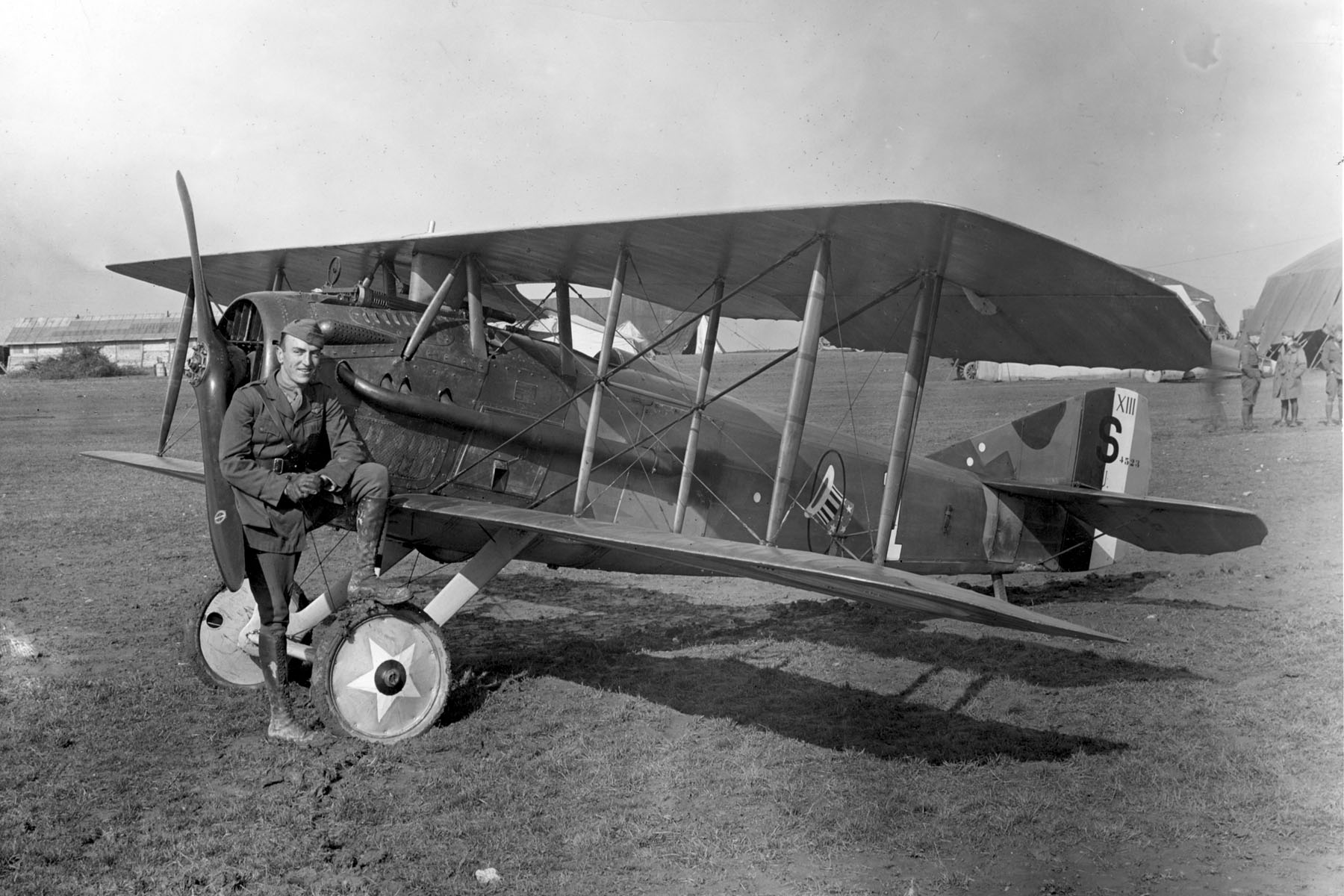
Едді Рікенбакер[en] із SPAD XIII (помітно знак розрізнення 94-ї авіаційної ескадрильї «Капелюх у кільці»), Франція, 1918 рік
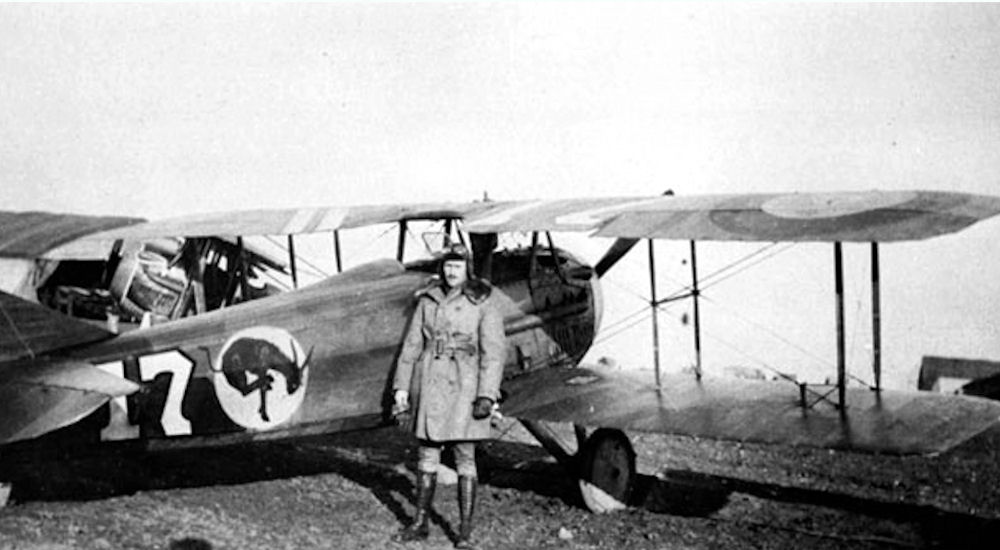
Літак-переслідувач Spad XIII 95-ї авіаційної ескадрильї з емблемою «Букаючий мул», Франція, 1918 рік

### Друга світова війна

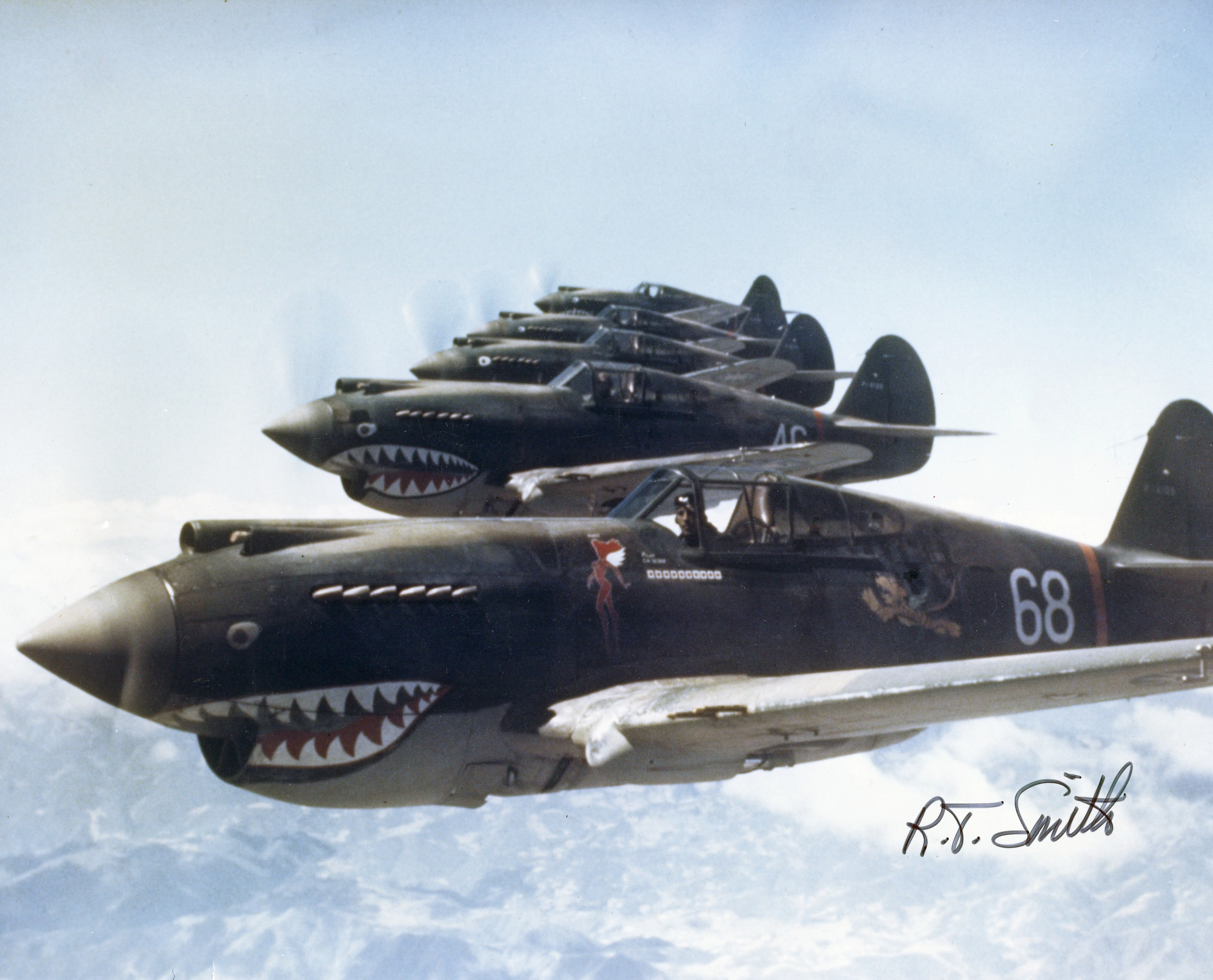
Hell's Angels, 3-тя ескадрилья 1-ї американської добровольчої групи «Летючі тигри», 28 травня 1942 р.

Справжнє мистецтво носарт з'явилося під час Другої світової війни. Цей час вважають золотим віком жанру, в якому брали участь як пілоти Осі, так і союзники. У розпал війни майстри носарту користувалися дуже високим попитом у ВПС США і отримували досить хорошу оплату за свої послуги, тоді як командири ВПС терпіли малюнки на носі, намагаючись підняти моральний дух екіпажу. Військово-морські сили США, навпаки, забороняли носарт, і воно обмежувалося кількома простими літерами імен, тоді як носарт був рідкістю в Королівських ВПС і ВПС Канади. Роботу виконували як професійні цивільні художники, так і талановиті військовослужбовці-аматори. У 1941 році, наприклад, 39-та ескадрилья переслідування доручила художнику Bell Aircraft розробити та намалювати логотип «Кобра в хмарах» на їхніх літаках.
Мабуть, найстарішим малюнком носарту Другої світової війни був мотив морди акули, який вперше з'явився на Messerschmitt Bf 110s Zerstörergeschwader 76 Luftwaffe. У листопаді 1941 року пілоти Американської добровольчої групи побачили в газеті кольорову фотографію пащі акули, намальовану на винищувачі P-40 112-ї ескадрильї в Північній Африці, і негайно взяли мотив обличчя акули для своїх власних P-40B. Символ «Летючих тигрів» — крилатий бенгальський тигр, що стрибає через стилізовану букву V, що означає символ Перемоги, — був розроблений художниками-графіками з компанії Walt Disney.
Подібним чином, коли у 1943 році 39-та винищувальна ескадрилья стала першою американською ескадрильєю на театрі бойових дій із 100 збиттями, вони взяли акулячу пащу для своїх Lockheed P-38 Lightnings. Обличчя акули все ще використовується донині, найчастіше його можна побачити на Fairchild Republic A-10 Thunderbolt II (з роззявленою пащею, що веде до дула 30-мм гармати літака GAU-8 Avenger).

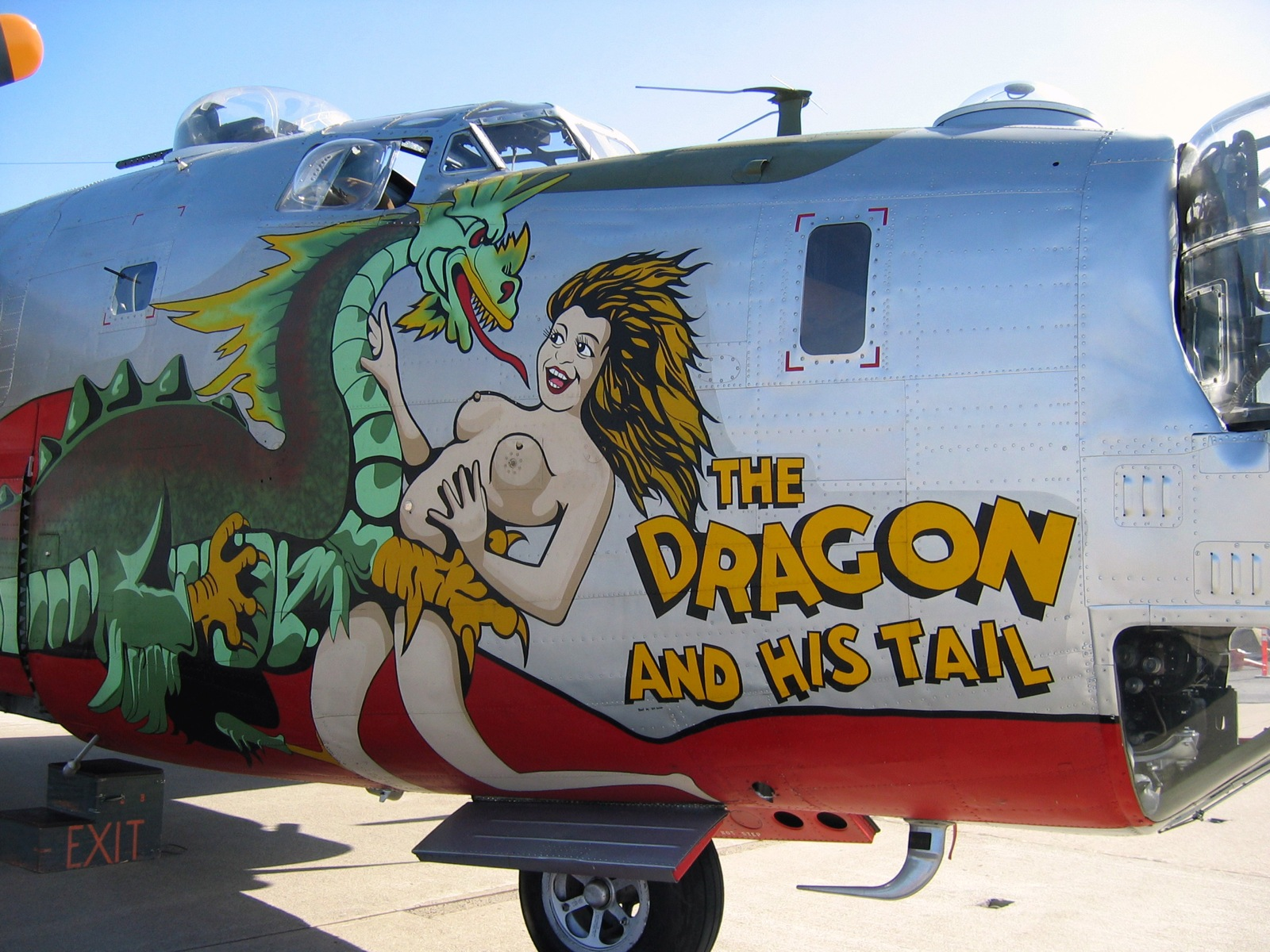
Носарт «Дракон і його хвіст» на B-24 Liberator. 2004—2005 рік.

Найбільший відомий витвір мистецтва носа, який коли-небудь був зображений на американських бойових літаках часів Другої світової війни, був на Consolidated B-24 Liberator, бортовий номер 44-40973, який був названий «Дракон і його хвіст» п'ятої повітряної армії ВВС США 64-ї бомбардувальної ескадрильї 43-ї бомбардувальної групи в південно-західній частині Тихого океану. Судном керував екіпаж на чолі з Джозефом Пагоні, а художником був штаб-сержант Саркіс Бартігіан. Ілюстрація дракона простягалася від носа прямо перед кабіною, по всій довжині боків фюзеляжу, з тілом дракона, зображеним прямо під і позаду кабіни, з драконом, який тримав оголену жінку на передніх ногах.

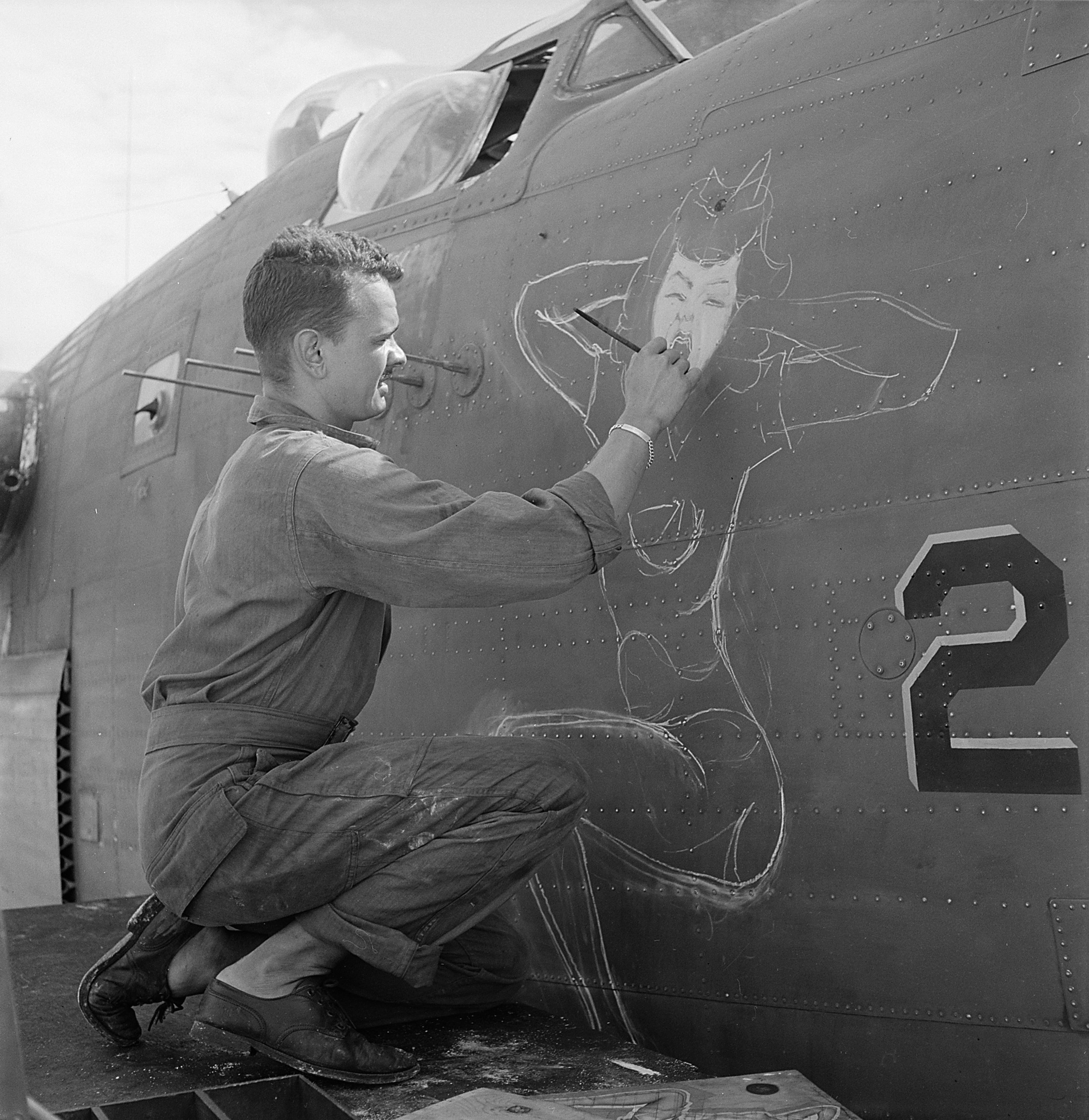
Сержант Дж. С. Вілсон розмальовує бомбардувальник, який базувався в Еніветоку в червні 1944 року

Тоні Старсер був постійним художником 91-ї бомбардувальної групи, однієї з перших шести груп, надісланих Восьмою повітряною армією. Старсер намалював понад сотню відомих творів носарту на B-17, у тому числі «Мемфіс Белль». Комерційний художник на ім'я Брінкман із Чикаго відповідав за зодіакальне зображення носарту 834-ї бомбардувальної ескадрильї, оснащеної B-24 Liberator, що базувалися в Садбері, Англія.
Екіпажі військово-повітряних сил часто дублювали або адаптували мистецькі роботи пін-ап Альберто Варгаса та Джорджа Петті з журналу Esquire і малювали дівчат на носі американських та союзницьких літаків під час Другої світової війни.
Деякі малюнки на носі були пам'ятними або призначені для вшанування певних людей, як-от Boeing B-29 Superfortress із зображенням «Ерні Пайла».

### Після Другої світової війни

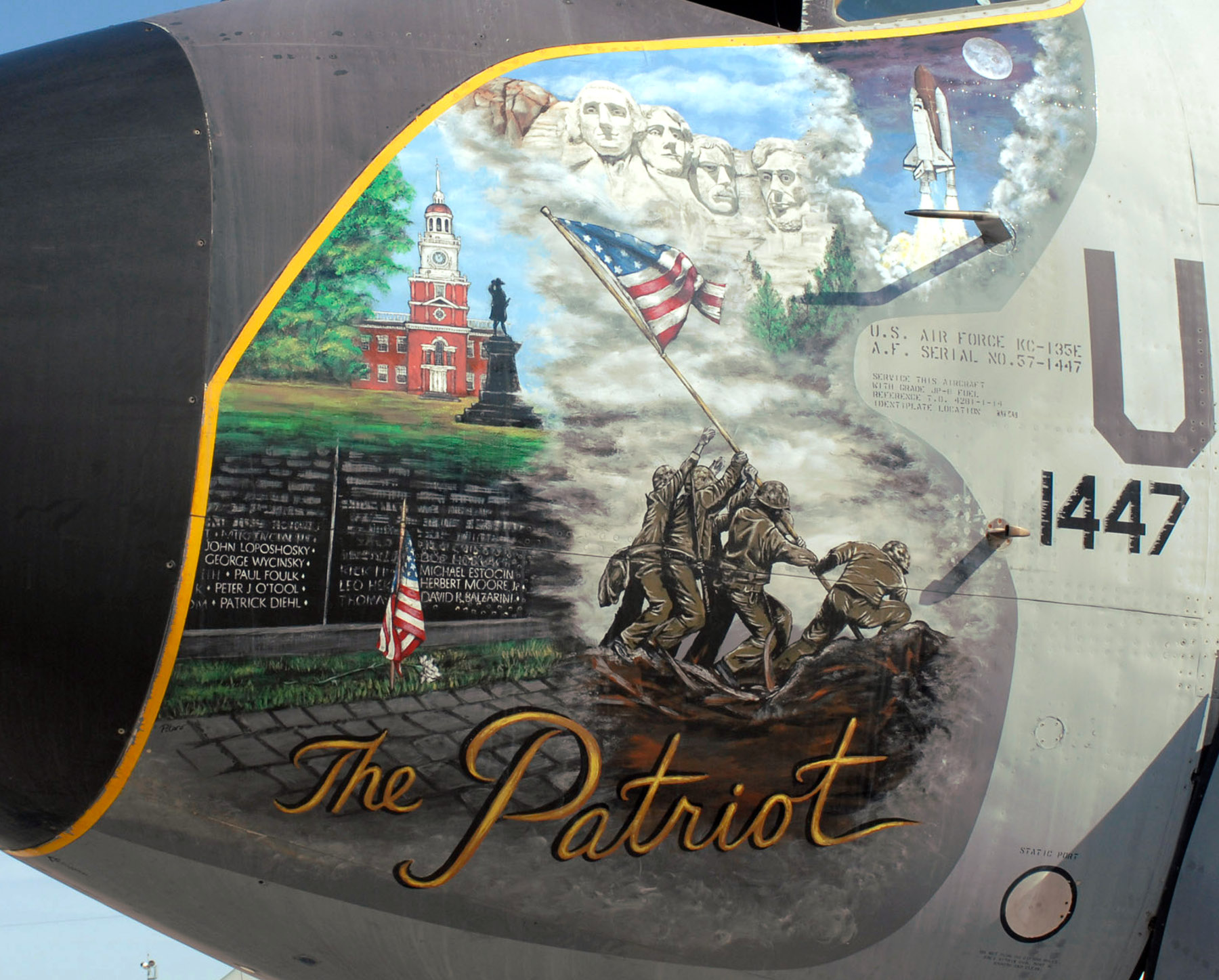
Boeing KC-135E Stratotanker, що базується на національній гвардії Сіу-Сіті, 2007 рік.

Під час Корейської війни зображення носарт було популярним серед підрозділів, які керували бомбардувальниками A-26 Invader і B-29, транспортними літаками C-119 Flying Boxcar, а також винищувачами-бомбардувальниками ВПС США. Через зміни у військовій політиці та зміну ставлення до зображення жінок кількість носарту зменшилася після Корейської війни.
Під час війни у В'єтнамі бойові вертольоти Lockheed AC-130 ескадрилій спеціальних операцій ВПС США часто отримували назви із зображенням на носі — наприклад, «Тор», «Азраель — ангел смерті», «Примарний вершник», «Лорд війни» чи «Арбітр». Неофіційний значок вертольота у вигляді літаючого скелета з мінігантом також використовувався на багатьох літаках до кінця війни, а пізніше був прийнятий офіційно. Крім того, екіпажі гелікоптерів армії та флоту часто прикрашали призначені їм літаки широким спектром малюнків носарту та інших персоналізованих позначень.

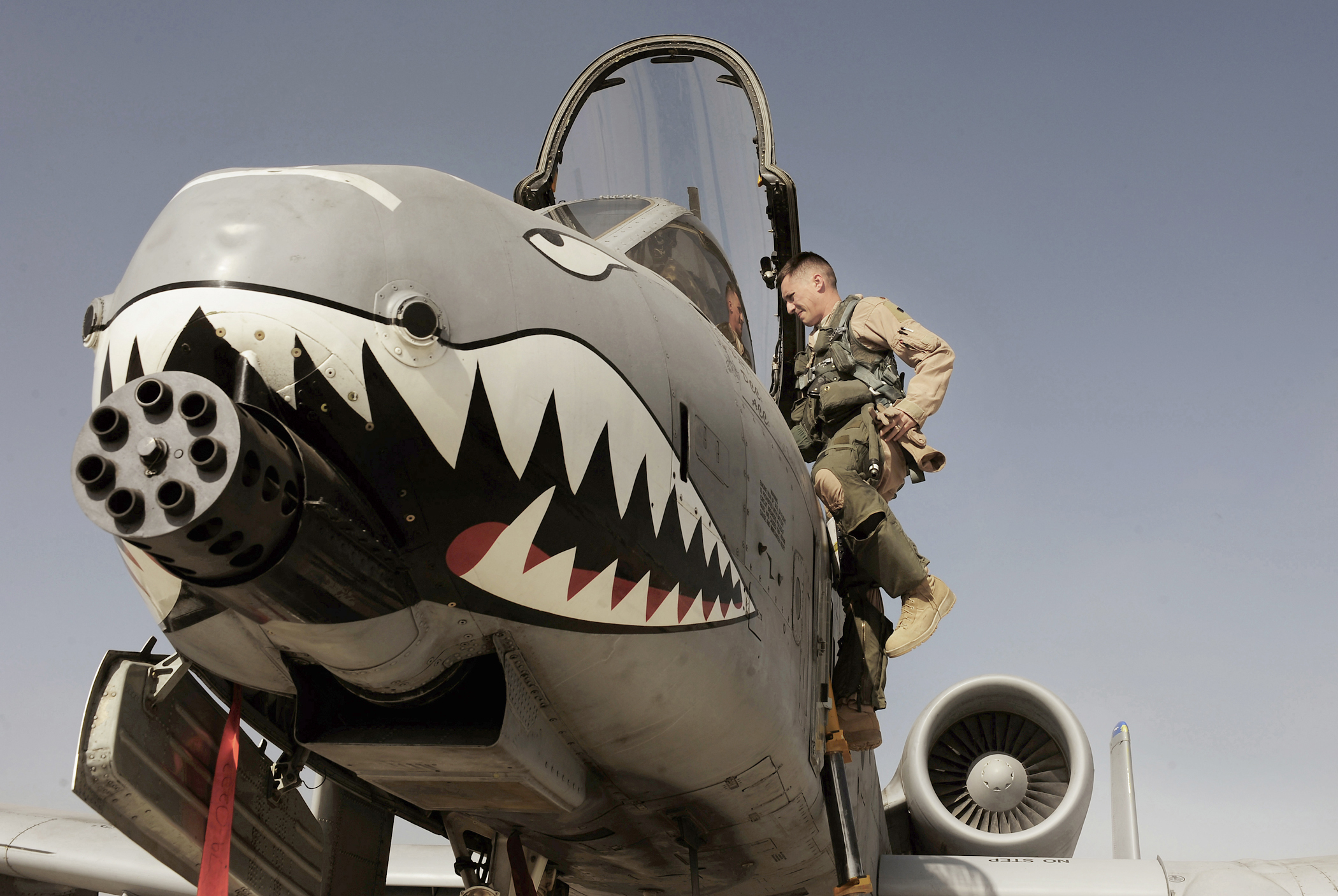
A-10 Thunderbolt II із зображенням акулячої пащі, аеродром Кандагар, Афганістан, 2011 р.

Мистецтво носарту відродилося під час війни в Перській затоці та стало більш поширеним після операції «Нескорена свобода» та війни в Іраку. Військово-повітряні сили Сполучених Штатів неофіційно санкціонували повернення пін-апу (хоча й повністю одягненого), а Стратегічне повітряне командування дозволило зображення носарту на своїх бомбардувальниках. Заохочувалося продовження історичних імен, таких як «Мемфіс Бель».

## Регіональні варіації
Вихідний матеріал для американського мистецтва носарту був різноманітним, починаючи від акторок пін-апу, таких як Ріта Гейворт і Бетті Грейбл, і героїв мультфільмів, таких як Дональд Дак, Багз Банні та Попай, до патріотичних персонажів (Янкі Дудл) і вигаданих героїв (Сем Спейд). Щасливі символи, такі як кубики та гральні карти, також надихнули малювання носарту разом із посиланнями на посмертне життя, як-от Похмурий жнець. Мультфільми та пінапи були найбільш популярними серед американських художників, але інші роботи включали тварин, прізвиська, рідні міста та назви популярних пісень і фільмів. Деякі образи носарту та гасла виражали зневагу до ворога, особливо до його лідерів.
Чим далі літаки та екіпаж були від штаб-квартири чи від очей громадськості, тим гострішим було мистецтво. Наприклад, зображення оголеного тіла було поширенішим у зображеннях носарту на літаках у Тихому океані, ніж на літаках у Європі.

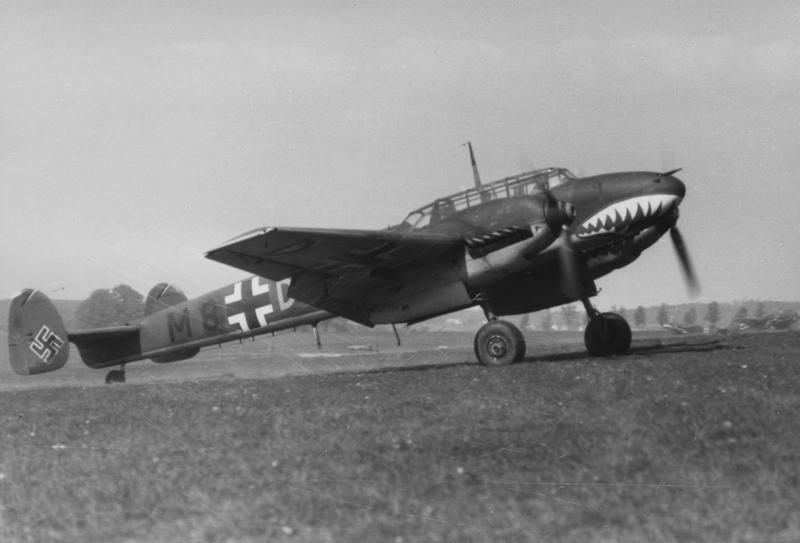
«Паща акули» на Messerschmitt Bf 110 C, травень 1940 р.

Літаки Люфтваффе не часто демонстрували зображення носарту, але були винятки. Наприклад, Міккі Маус прикрашав Condor Legion Messerschmitt Bf 109 під час Громадянської війни в Іспанії, а один Ju 87A був прикрашений великою свинею всередині білого кола в той самий період. Bf-109E-3 Адольфа Галланда з JG 26 також мав зображення Міккі Мауса, який тримав у руках телефон тодішнього типу у середині 1941 року. A Ju 87B-1 (Geschwaderkennung S2+AC) Stab II/St. G 77, яким пілотував майор Альфонс Ортофер і базувався в Бреслау-Шенгартені під час вторгнення до Польщі, був намальований з пащею акули, а деякі Bf 110 були прикрашені розлюченими вовчими головами, стилістичними осами (як у SKG 210 і ZG 1), або, як у випадку ZG 76, акулячі пащі. Іншим прикладом був Bf-109G-14 Еріха Гартмана, «Лумпі», з головою орла. Винищувач Jagdgeschwader 54 був відомий як Grünherz («Зелені серця») за емблемою на фюзеляжі — великим зеленим серцем. Мабуть, найяскравішим малюнком носарту Люфтваффе був червоно-білий знак розрізнення гадюки, що проходить через весь фюзеляж певних пікіруючих бомбардувальників Junkers Ju 87 Stuka, які служили в II Gruppe, і особливо в Sturzkampfgeschwader 2 у кампанії в Північній Африці.
Ставлення ВПС Фінляндії до носового мистецтва різнилося залежно від підрозділу. Деякі підрозділи забороняли носарт, а інші терпіли його. Загалом зображення носарту фінських військово-повітряних сил було гумористичним або сатиричним, як-от «рогатий Сталін» на винищувачі Curtiss P-36 майора Маунули.
Повітряні сили самооборони Японії прикрасили винищувачі персонажами на тему валькірій під назвами Mystic Eagle і Shooting Eagle.
Починаючи з 2011 року Японські наземні сили самооборони мають протитанкові вертольоти AH-1S Cobra та оглядовий гелікоптер Kawasaki OH-1 під назвою Ita-Cobra та Ita-Omega відповідно, оформлені в темі 4 сестер Кісарадзу: Акане, Аой, Вакана, Юдзу. Аой-тян вперше з'явилася в 2011 році, а потім три інших сестри в 2012 році.